# Albaner in Schweden
Die Albaner in Schweden (albanisch Shqiptaret në Suedi, schwedisch Albaner i Sverige) stellen mit einer Bevölkerung von etwa 100.000 Einwohnern eine große ethnische Minderheit im Land dar. Sie unterteilen sich in drei Gruppen: Migranten aus dem Kosovo, Albanien und Nordmazedonien. Die meisten albanischen Einwanderer stammen aus dem Kosovo und aus Albanien. Daneben gibt es aber auch eine relevante Minderheit an Albanern aus Nordmazedonien, die nach Schweden emigriert sind.

## Anzahl
Über die Anzahl der albanischstämmigen Personen in Schweden kann man keine genaue Antwort geben. Laut dem Diaspora Ministerium der Republik Kosovo hat Schweden die besten Bedingungen für die Albanische Diaspora. Bei der Förderung des muttersprachlichen Albanischunterrichts an den Schulen des Landes sei Schweden vorbildlich. Eines von drei staatlichen Kulturzentren der Albanischen Diaspora ist in Schweden. Es liegt in der schwedischen Provinz Halmstad. Laut Aussagen des Kosovo-Albanischen Diaspora-Ministeriums leben alleine in der Großstadt Malmö ca. 30.000 ethnische Albaner. Es wird davon ausgegangen, dass 70.000 Kosovo-Albaner seit dem Kosovokrieg 1999 nach Schweden emigrierten.

## Siedlungsgebiet
Die albanischen Einwanderer in Schweden leben hauptsächlich in Großstädten wie Malmö und Göteborg. Eine relevante albanische Minderheit lebt allerdings auch in der Industriestadt Landskrona. Die ca. 10.000 Albaner aus Nordmazedonien leben eher in kleineren Städten. In Eslöv, Växjö und Trelleborg gibt es Albaner, die aus Nordmazedonien emigriert sind. Es gibt aber auch slawische Mazedonier, die in diesen Städten leben.

## Bekannte Albaner in Schweden
- Ilir Latifi, UFC MMA-Kämpfer
- Valmir Berisha, Fußballspieler
- Astrit Ajdarevic, Fußballspieler
- Kosovare Asslani, Fußballspielerin
- Emir Bajrami, Fußballspieler
- Erton Fejzullahu, Fußballspieler
- Labinot Harbuzi, Fußballspieler
- Shpetim Hasani, Fußballspieler
- Agon Mehmeti, Fußballspieler
- Dafina Memedov, Fußballspielerin
- Naim Terbunja, Boxer
- Sibel Redžep, Sängerin
- Serkan Inan, Basketballspieler
- Savo Gjirja, Software-Ingenieur
- Rizah Sheqiri, Buchautor
- Fortesa Hoti, Moderatorin